# 惠頓鎮區 (阿肯色州密西西比縣)
惠頓鎮區（英語：Whitton Township）是位於美國阿肯色州密西西比縣的一個行政鎮區。

## 地方資料
惠頓鎮區的面積為73.95平方千米，當中陸地面積為73.91平方千米，而水域面積為0.04平方千米。根據2010年美國人口普查的數據，當地共有人口306人，而人口密度為每平方千米4.14人。